# 近藤喜文
近藤喜文（日语：近藤 喜文，1950年3月31日—1998年1月21日）是出生於日本新潟縣五泉市的動畫師、動畫導演和人物設計師。生前與宮崎駿、高畑勳兩人長期合作。他导演了动画《侧耳倾听》，并且是《清秀佳人》、《名偵探福爾摩斯》、《魔女宅急便》、《岁月的童话》和《幽灵公主》等作品的作画监督。近藤喜文是吉卜力工作室顶尖的动画导演，也是吉卜力工作室核心成員之一，在去世之前被認為是宮崎駿和高畑勳的接班人。
近藤喜文於1998年因主动脉夹层去世。他的去世被认为是由于过度工作，也被懷疑是宮崎駿在1998年宣布退休的主要原因。

## 經歷
近藤喜文於1965年4月進入了新潟縣立村松高中就讀，並加入校內的美術社。還是高中生的近藤喜文因在電影院看了高畑勳及宮崎駿合作的劇院動畫《太陽王子 霍爾斯的大冒險》大受感動，而產生了從事動畫師工作的想法。
在高中畢業後近藤喜文前往東京，之後在1968年10月1日進入了動畫室A Production，首次職務為擔任棒球題材動畫《巨人之星》的原畫。1971年高畑勳和宮崎駿同時從東映動畫跳槽到A Production，近藤喜文則與他們兩人一同參與《魯邦三世》第一期動畫的製作。1978年6月20日，近藤喜文轉移至日本動畫公司，參與《未來少年柯南》、《清秀佳人》等製作。之後1980年12月16日則向日本動畫公司辭職，轉移至Telecom Animation Film擔任《名偵探福爾摩斯》裡的角色設計及作畫監督。
1985年3月16日近藤喜文從Telecom Animation Film退出後，曾在6月到8月期間因自發性氣胸入院，之後暫以從事自由職業為主。
1987年1月轉移至高畑勳和宮崎駿專用的工作室吉卜力工作室，參與了《螢火蟲之墓》、《魔女宅急便》等作品。數年後在宮崎駿的提案下接手了將少女漫畫家柊葵作品《心之谷》改編成同名劇院動畫的導演任務，並在1995年夏天公開上映。
1998年1月21日，近藤喜文因主动脉剝離去世，享年47歲。葬禮中將近藤喜文遺體送至火葬場前，播放了他生前執導的《心之谷》主題曲《鄉村路》作為告別曲。
相隔16年後。2014年7月4日至8月31日在他的家鄉由縣立萬代島美術館舉辦「來自新潟的吉卜力動畫師 近藤喜文展」紀念活動。

## 動畫作品

### 執導作品

#### 劇院動畫
- 1995年：《心之谷》

#### 短編動畫
- 1993年：日本電視台40週年紀念特別篇《天空色的種子》，為改編自中川李枝子及大村百合子的童書

### 參與製作
- 1968年：《巨人之星》－動畫、原畫
- 1971年：《魯邦三世》－原畫
- 1972年：《傻勁兒青蛙》－作畫监督、原畫
- 1972年：《熊貓小熊貓》－原畫
- 1973年：《熊貓家族 雨中的馬戲團》－原畫
- 1975年：《小老鼠大冒險》－原畫
- 1977年：《漫畫日本昔話》－作畫
- 1978年：《未來少年科南》－原畫
- 1979年：《清秀佳人》－作畫监督、人物設計
- 1980年：《湯姆歷險記》－原畫
- 1981年：《姿三四郎》－原畫
- 1985年：《名偵探福爾摩斯》－作畫监督、人物設計
- 1986年：《愛少女波麗安娜物語》－原畫
- 1987年：《愛的小婦人物語》－人物設計、原畫
- 1988年：《螢火蟲之墓》－作畫监督、人物設計
- 1989年：《魔女宅急便》－作畫监督
- 1991年：《兒時的點點滴滴》－作畫监督、人物設計
- 1992年：《紅豬》 －原畫
- 1993年：《海潮之聲》－原畫
- 1994年：《平成狸合戰》－原畫
- 1997年：《魔法公主》－作畫监督

### 其它
- 日本電視台節目《週五Road Show》開頭動畫：作畫、演出

## 畫集
- 1998年：《驀然回首‧近藤喜文畫文集》（ふとふり返ると・近藤喜文画文集，去世之前的畫作）ISBN 4198608326

## 其它
- 因近藤喜文擅長描繪寫實人物肢體動作，在高畑勳和宮崎駿分別同時進行製作《螢火蟲之墓》、《龍貓》時都希望近藤能成為團隊的一員[7]，高畑勳更曾表示若近藤不願投入《螢火蟲之墓》製作；「這部作品就無法完成」[8]，近藤最後加入了《螢火蟲之墓》團隊。
- 高野文子及諾曼·洛克威爾分別是近藤喜文欣賞的漫畫家及插畫家。
- 近藤喜文生前在機關報「國公勞新聞」第943號上的採訪，表示有著想做出像兒童作家灰谷健次郎著作《天之瞳》世界觀的動畫念頭[1]。

## 外部連結
- Nausicaa.net上的近藤喜文介紹 （页面存档备份，存于）（英文）
- 近藤喜文在互联网电影资料库（IMDb）上的資料（英文）（英文）
- . 高畑勳・宮崎駿作品研究所.   [2012-07-26]. （原始内容存档于2021-02-24） （日语）.